# 691 هـ
691 هـ هي سنة في التقويم الهجري امتدت مقابلةً في التقويم الميلادي بين سنتي 1291 و1292.

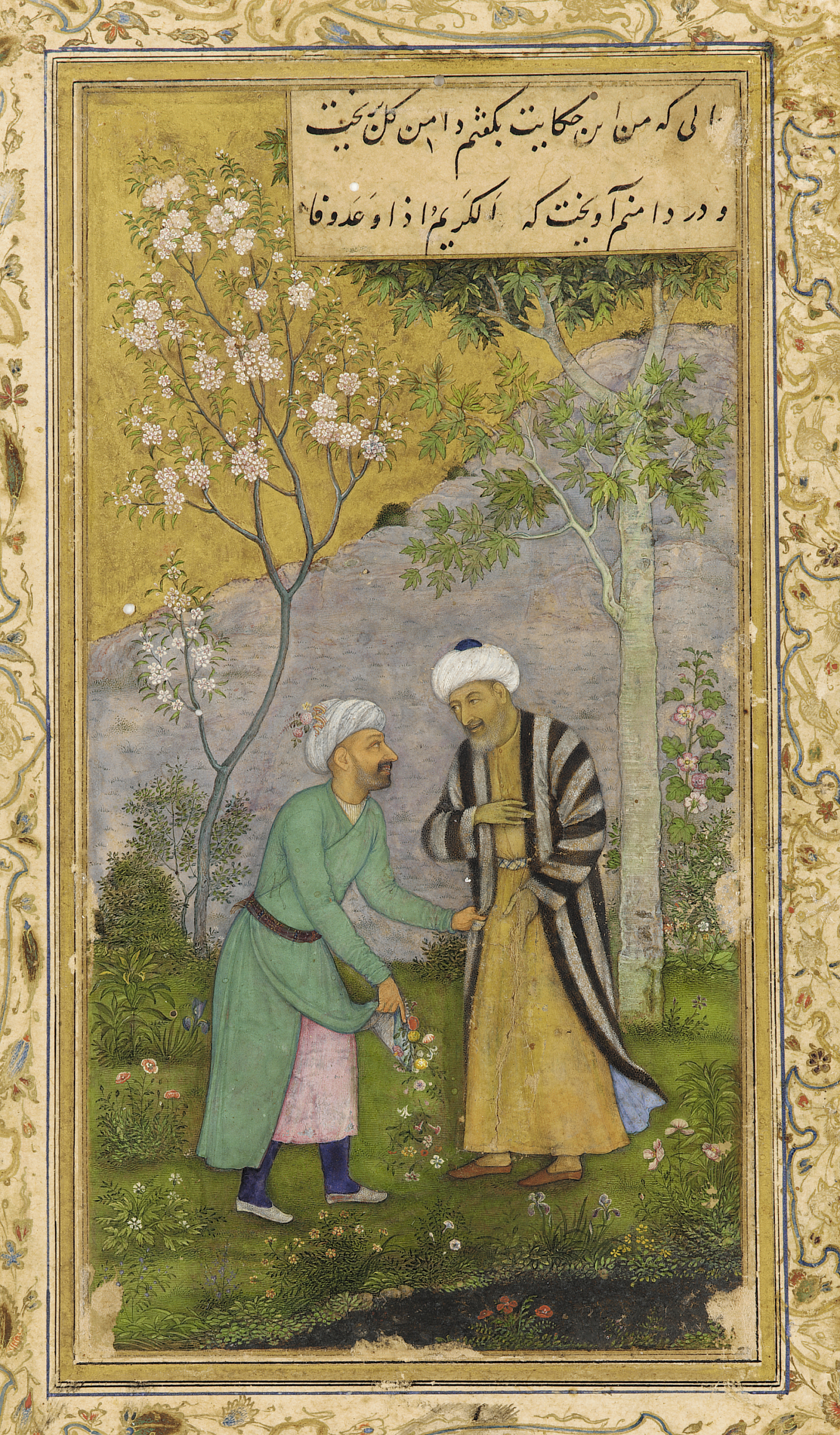
سعدي الشيرازي

## أحداث
- سقوط جزيرة طريف بعد أربعة أشهر من الحصار المفروض عليها من قبل سانشو الرابع ملك قشتالة والملك خايمي الثاني ملك أراغون ضد المرينيين، وتكلف محمد الثاني صاحب مملكة غرناطة بالانفاق على الجيوش القشتالية.

## مواليد
- ابن قيم الجوزية
- أحمد بن عمر المدلجي
- ابن الوردي
- ابن عبد الدائم

## وفيات
- أحمد اللبلي
- سعدي الشيرازي
- سنقر الأشقر
- سعدي